# Jean-Louis Giraud-Soulavie

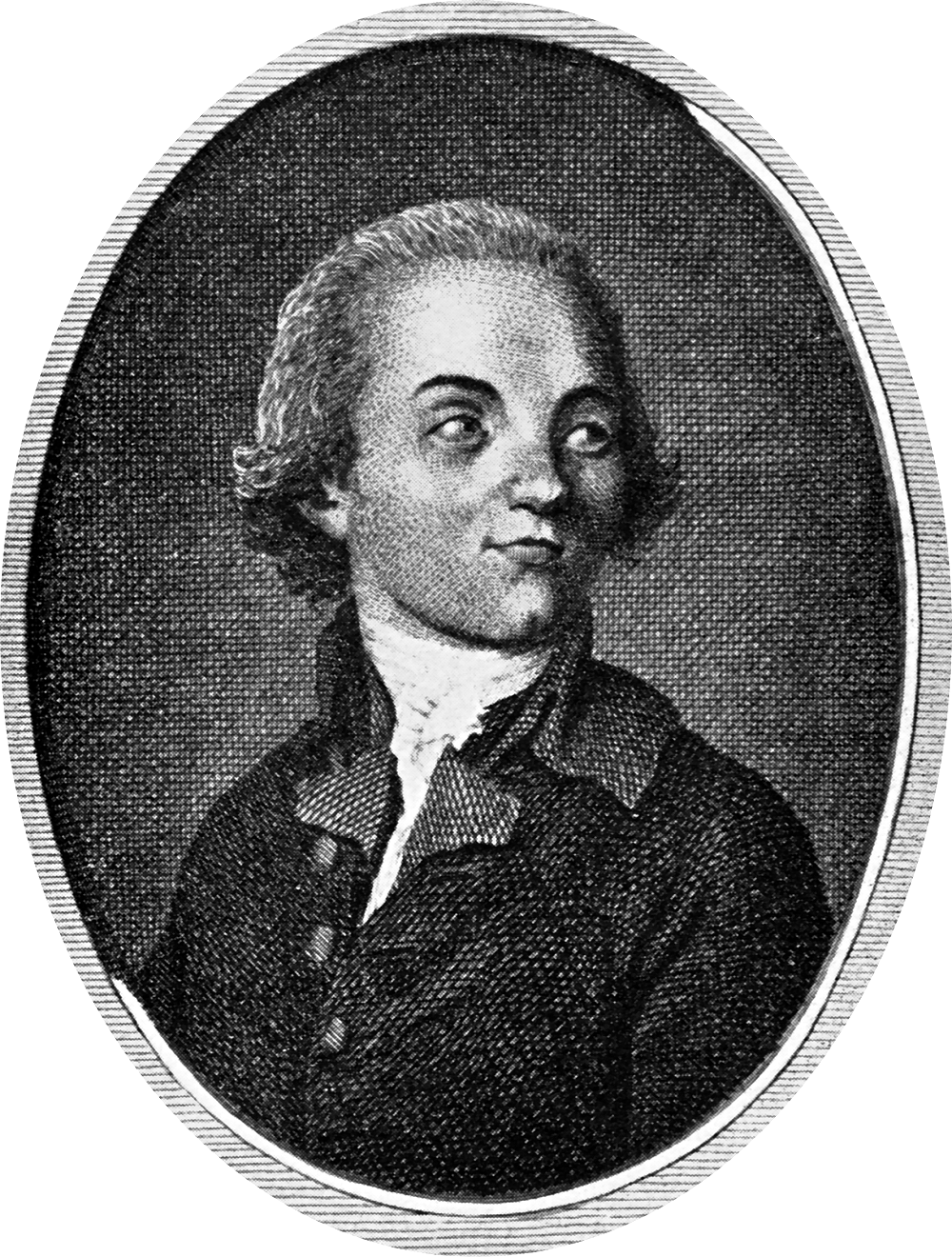
Grabado del retrato de Soulavie por Nicolas-François-Joseph Masquelier, 1792.

Jean-Louis Giraud-Soulavie (Antraigues -Ardèche-, 8 de julio de 1752 – París, 11 de marzo de 1813) fue un clérigo, geólogo, político, diplomático y escritor francés.
Estuvo entre los primeros que reconocieron los límites ecológicos para la distribución de las especies y el escalonamiento altitudinal de la vegetación, de lo que es testimonio un esquema que diseñó en 1784, unos 23 años antes que los similares de Humboldt y Bonpland. Hizo un cálculo de la antigüedad de la Tierra en varios cientos de millones de años, lo que le costó ser denunciado por las autoridades eclesiásticas, que le ordenaron abandonar su obra científica. Se le considera el "padre de la estratigrafía volcánica". Identificó la difusión atmosférica de las cenizas de la erupción volcánica de Laki (Islandia, 1783) como causa de la disminución de la temperatura y malas cosechas en Europa.
Soulavie participó activamente en la Revolución francesa, uniéndose al club de los jacobinos.

## Biografía

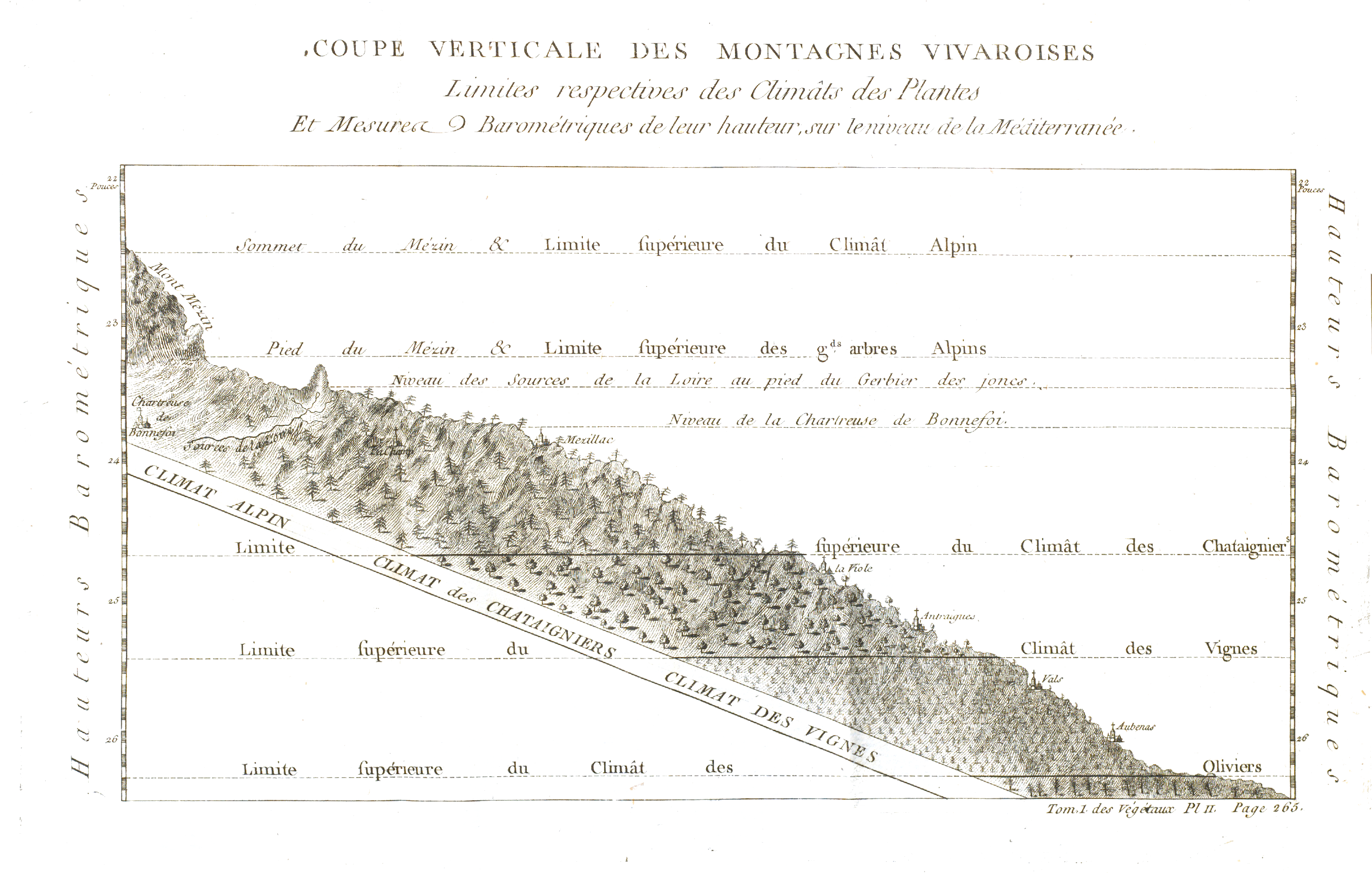
Esquema de Soulavie sobre la distribución altitudinal de la vegetación según el "clima" (olivo-viña-castaño-alpino).

Estudió teología en Aviñón; en el college Saint-Nicolas y el seminario del Saint-Esprit. Fue ordenado sacerdote en 1776. Inicialmente sirvió como vicario en Antraigues y alrededores. Fuera de su cargo eclesiástico, dedicaba la mayor parte de su tiempo al estudio de la geología del Sur de Francia, hasta que se mudó a París en 1778.  
En 1780, respaldado por la Académie des Sciences, comenzó a publicar los siete volúmenes de su Histoire naturelle de la France Méridionale (1780–1784), en la que documentó sus estudios de historia natural, especialmente geológicos. Fue obligado por las autoridades eclesiásticas a dejar de escribir sobre esta ciencia después del quinto volumen, al contradecir la literalidad de la Biblia su sugerencia de que las evidencias físicas de la erosión y la acumulación de sedimentos implicaban periodos de cientos de millones de años. Tras ser denunciado sobre este punto por el abate Augustin de Barruel (Les Helviennes ou Lettres provinciales, 1781), el primer volumen fue vuelto a publicar censurado.
La obra de Soulavie influyó el pensamiento de Benjamin Franklin. Fue elegido miembro de la American Philosophical Society en 1786. Se suscribió a los sucesivos volúmenes de la Histoire Naturel..., y en septiembre de 1782 mantuvo correspondencia con Soulavie, comparando sus observaciones y teorías geológicas.
Frecuentaba los salones de París, y se incorporó a la Académie des Inscriptions et Belles-Lettres.
Fue elegido como representante del clero en los Estados Generales (1789), y respaldó a los reformistas liberales. Apoyó la Constitución civil del clero (1790). Entre sus aliados políticos estaban François Chabot, Claude Basire, el abate Henri Grégoire y Jean-Marie Collot d'Herbois.
El 31 de mayo de 1792 se casó con Marie-Madeleine, hija del abogado y notario Urbain Mayaud, mediante un contrato privado; aunque su situación marital tuvo que ser regularizada en ocasiones posteriores: el cura de su parroquia se negó al matrimonio, uno de los vicarios del obispo constitucional de Calvados (Claude Fauchet) otorgó su bendición, y un funcionario de la comuna de Carrouges registró el enlace el 1.º de brumario del año II (octubre de 1794).
Fue enviado en misión diplomática a Ginebra (1793). Depuesto y arrestado tras la caída de Robespierre (1794), de quien era partidario; sobrevivió, fue liberado (1795), e incluso demandó a Jean-Baptiste Treilhard, uno de los que habían ordenado su detención, aunque el proceso fue sobreseído. Tras el golpe de Estado de 18 de brumario (1799) los cónsules Emmanuel-Joseph Sieyès y Roger Ducos le incluyeron en una lista de deportación, pero fue protegido por Napoleón Bonaparte, que le había conocido en Ginebra. Desde entonces se dedicó a su obra literaria.
En algún otro momento obtuvo la dispensa papal para abandonar el sacerdocio.
Se estableció en el mundo literario con una exitosa serie de compilación de memorias y correspondencia de figuras históricas, así como de las más recientes, como el destronado rey Luis XVI. Buena parte del material es apócrifo. Acumuló una notable cantidad de dinero con estas publicaciones, dejando una herencia de centenares de miles de francos, un hôtel particulier en la rue de Verneuil y una notable colección. Su viuda se volvió a casar el 19 de octubre de 1816.

## Obras
- Histoire naturelle de la France méridionale, chez J. F. Quillau, Mérigot l’aîné, Belin, 7 volúmenes publicados de 1780 a 1784.[16][17]
- Chronologie physique des éruptions des volcans éteints de la France méridionale: depuis celles qui avoisinent la formation de la terre, jusques à celles qui sont décrites dans l'histoire, Quillau, 1781.
- Correspondance du cardinal de Tencin, ministre d’État, et de Madame de Tencin sa sœur, avec le duc de Richelieu, sur les intrigues de la Cour de France depuis 1742 jusqu’en 1757, et surtout pendant la faveur des dames de Mailly, de Vintimille, de Lauraguais, de Châteauroux et de Pompadour, (con Jean-Benjamin de Laborde) 1 vol. in.8, 400 páginas (de hecho 385 páginas que llegan hasta 1744 ; las 15 restantes nunca se publicaron), s.l. (Paris), 1790.
- Histoire de la convocation et des élections aux États-Généraux en 1789, pour servir de préliminaire à l'histoire de la révolution, Paris, Lavillette, 1790 (reeditado en 1791).
- Mémoires historiques et politiques du règne de Louis XVI depuis son mariage jusqu'à sa mort, Treuttel et Würtz, 1801, 6 vol.
- Mémoires historiques et anecdotes de la cour de France pendant la faveur de la marquise de Pompadour, Arthus-Bertrand, 1802.
- Histoire de la décadence de la monarchie française […], 1803, 3 volúmenes de texto + 1 Atlas.
- La Chronique scandaleuse de Philippe duc d’Orléans, Léopold Collin, Paris, 1809.